# Peter Early

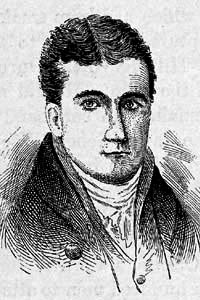
Peter Early

Peter Early (* 20. Juni 1773 bei Madison, Colony of Virginia; † 15. August 1817 bei Scull Shoals, Georgia) war ein US-amerikanischer Politiker (Demokratisch-Republikanische Partei) und von 1813 bis 1815 Gouverneur des Bundesstaates Georgia.

## Frühe Jahre
Der junge Early genoss eine hervorragende Ausbildung. Zunächst besuchte er die Liberty Hall University und anschließend bis zu seinem erstklassigen Abschluss 1792 das College of New Jersey, aus dem später die Princeton University hervorging. Nach einem abschließenden Jurastudium in Philadelphia ließ er sich in Georgia als Anwalt nieder. Dorthin war sein Vater Joel Early inzwischen umgezogen. Nach einem größeren Landkauf war dieser zu einem aufstrebenden Pflanzer geworden. Early verlegte seine Anwaltskanzlei im Jahre 1800 in das Greene County. Dort wurde er auch Leiter der örtlichen Anwaltskammer.

## Politischer Aufstieg
Im Dezember 1802 wurde er bei einer außerordentlichen Wahl als Nachfolger von John Milledge in das Repräsentantenhaus der Vereinigten Staaten gewählt. Milledge hatte dieses Amt aufgegeben, nachdem er zum Gouverneur von Georgia gewählt worden war. Im Kongress war er Mitglied und zeitweise Vorsitzender des Handelsausschusses. Dort stimmte er für ein Handelsverbot gegen das rebellische Santo Domingo, war aber gleichzeitig gegen ein Handelsembargo gegen Großbritannien, das damals im Kongress diskutiert wurde. Er sicherte Georgia finanzielle Bundeszuschüsse für die Sicherung der Siedlungsgrenze durch die Miliz.
Ein aktuelles politisches Thema jener Zeit war das geplante Verbot des Sklavenhandels von Afrika nach Amerika. Obwohl dieses Gesetz nicht die Sklaverei selbst antastete, wurde es im Süden vor allem von den Plantagenbesitzern abgelehnt. Letztlich schloss sich auch Early, dessen Familie zu den größten Plantagen- und Sklavenbesitzern zählte, der Ablehnung an. Das Gesetz wurde 1808 dann doch vom Kongress verabschiedet, zu einem Zeitpunkt, da Early bereits nicht mehr Abgeordneter war. Er hatte 1806 auf eine Wiederwahl in den Kongress verzichtet und war in das heimatliche Georgia zurückgekehrt. Von 1807 bis 1810 war er Richter im neu errichteten Gerichtsbezirk Ocmulgee.

## Gouverneur von Georgia
1813 wurde Early zum Gouverneur von Georgia gewählt. Seine erste Amtshandlung war die Sicherung der westlichen Countys gegen Indianerüberfälle. Er setzte die Miliz ein und ließ befestigte Blockhäuser errichten. Außerdem beantragte er 20.000 Dollar zur Unterstützung einer von seinem Vorgänger David Brydie Mitchell ausgesandten Expedition in das Indianergebiet. Die Expedition hatte zu vermehrten Aufständen der Creek-Indianer geführt. Diese fanden zeitgleich mit einem Krieg der USA gegen England statt (Krieg von 1812), der erst 1815 enden sollte. Die Indianeraufstände waren den Briten daher sehr willkommen, mussten doch die Amerikaner nicht nur in Georgia, sondern auch in anderen Teilen der USA starke militärische Kräfte gegen die Indianer einsetzen, die im Kampf gegen die Engländer nicht zur Verfügung standen.
In Georgia gelang es dem General und späteren Präsidenten Andrew Jackson mit Bundestruppen im März 1814, die Indianer zu besiegen. Diese mussten beträchtliche Gebiete an die Weißen abtreten. Der Gouverneur setzte die Miliz in diesem Gebiet ein, um die Sicherheit zu garantieren. Das plötzliche Erscheinen einer britischen Flotte im Januar 1815 vor der Küste Georgias zwang ihn, die Miliz teilweise aus dem Westen in diese Richtung zu verlegen. Ähnlich wie bei der Schlacht von New Orleans, der Andrew Jackson seinen Ruhm verdankte, waren auch hier beide Seiten noch nicht darüber informiert, dass der Friede von Gent vom 24. Dezember 1812 den Krieg zwischen den USA und Großbritannien beendet hatte. Allerdings kam es in Georgia zu keiner Schlacht mehr. Die Briten segelten im Februar wieder nach Hause und Early konnte seine Miliz wieder an die Indianergrenze schicken. Seine Laufbahn als Gouverneur endete bereits nach Ablauf der ersten und einzigen Amtszeit 1815. Er verlor die Wiederwahl nicht zuletzt wegen seines Vetos gegen einen Parlamentsbeschluss zur Verlängerung eines sechs Jahre alten Gesetzes über den legalen Aufschub von Schuldeintreibungen in Georgia. Das Parlament überstimmte sein Veto und verhinderte gleichzeitig aus Verärgerung seine Wiederwahl 1815.

## Lebensabend und Tod
Nach seinem Ausscheiden aus dem Amt des Gouverneurs wurde er in den Senat von Georgia gewählt. Dort war er Mitglied einiger Ausschüsse, unter anderem in dem für eine Reform des Justizwesens oder im Ausschuss zum Bau einer Strafanstalt in Milledgeville. Gleichzeitig war er Kurator der University of Georgia. Dieser Universität war er bereits seit 1797 verbunden. Er war mit Unterbrechungen mehrmals im Kuratorium gewesen und wurde im Winter 1816/1817 amtierender Leiter der Anstalt, bis der neue Leiter im Frühjahr 1817 eintraf. Nicht lange nach dessen Ankunft erkrankte Early und starb im August desselben Jahres.
Seit 1797 war er mit Ann Adams verheiratet, mit der er sechs Kinder hatte. Das Early County in Georgia wurde nach ihm benannt.